# Districte de Niedersimmental

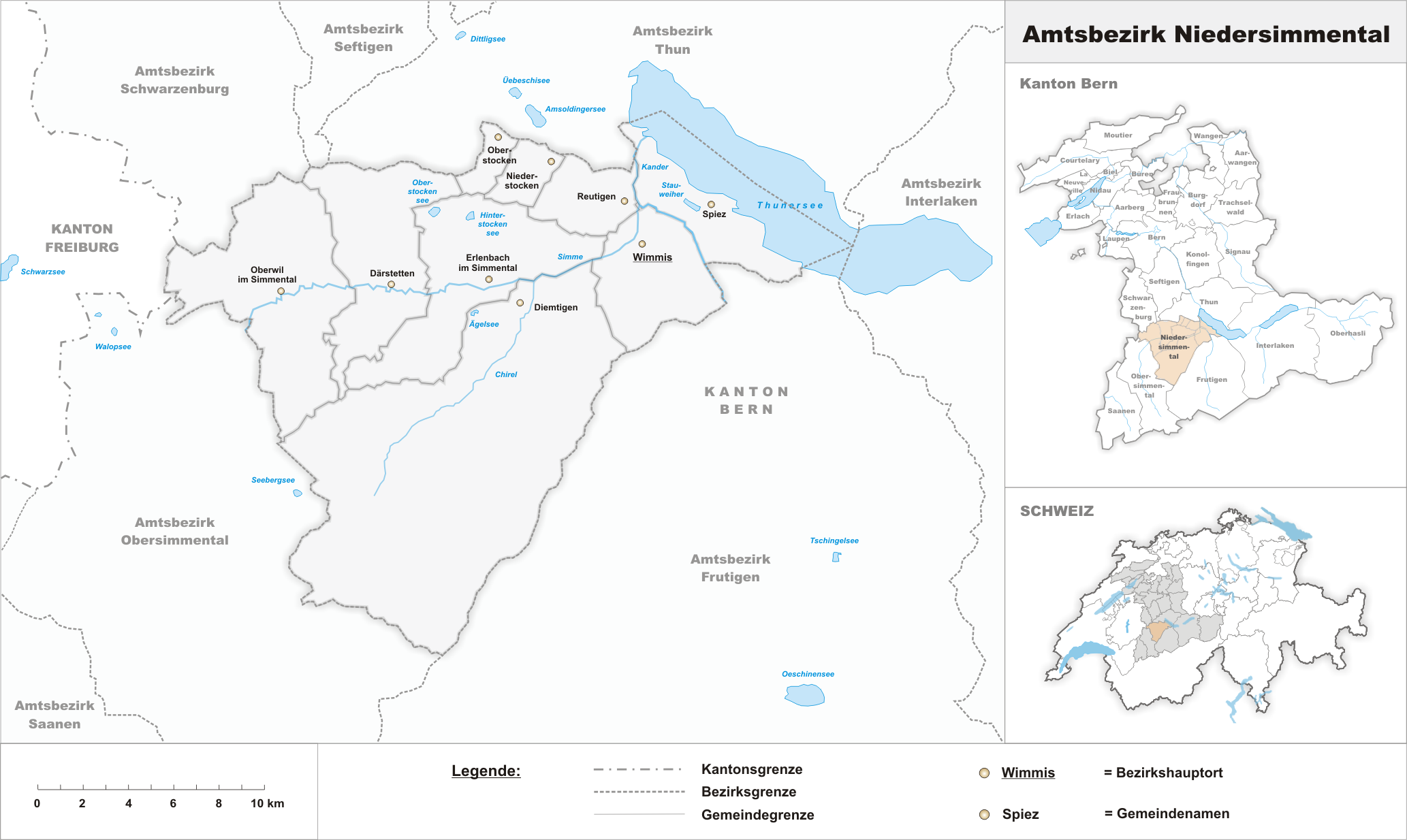
El districte de Niedersimmental

El districte de Niedersimmental és un dels 26 districtes del Cantó de Berna (Suïssa), té 21705 habitants (cens de 2007) i una superfície de 306 km². El cap del districte és Wimmis està format per 9 municipis. Es tracta d'un districte amb l'alemany com a llengua oficial.

## Municipis
| Municipi               | Habitants (31. Dez. 2007) | Superfície en km² |
| ---------------------- | ------------------------- | ----------------- |
| Därstetten             | 854                       | 32.8              |
| Diemtigen              | 2138                      | 130.0             |
| Erlenbach im Simmental | 1688                      | 36.7              |
| Niederstocken          | 281                       | 5.5               |
| Oberstocken            | 290                       | 4.1               |
| Oberwil im Simmental   | 829                       | 46.0              |
| Reutigen               | 934                       | 11.3              |
| Spiez                  | 12'417                    | 16.8              |
| Wimmis                 | 2274                      | 22.3              |
| Total (9)              | 21'705                    | 305.5             |